# Sisli Plaza
Le Sisli Plaza est un gratte-ciel de la ville d'Istanbul, en Turquie. Il est haut de 170 mètres et comporte 46 étages. Le bâtiment a été construit en 2007 par la Yapi Merkezi Construction Company. 
C'est un immeuble d'habitation constitué de 3 blocs. Les blocs A et C comportent 9 étages, tandis que le bloc B en comporte 46, ce qui fait de la Sisli Plaza le deuxième plus haut gratte-ciel d'Istanbul et de Turquie.